# Meciîslavka, Uleanovka
Meciîslavka (în ucraineană Мечиславка) este o comună în raionul Uleanovka, regiunea Kirovohrad, Ucraina, formată numai din satul de reședință.

## Demografie
Componența lingvistică a comunei Meciîslavka
     Ucraineană (98,34%)
     Rusă (1,19%)
     Alte limbi (0,36%)
Conform recensământului din 2001, majoritatea populației comunei Meciîslavka era vorbitoare de ucraineană (98,34%), existând în minoritate și vorbitori de rusă (1,19%).